# Richard Bambach
Richard Karl Bambach  (* 18. Mai 1934 in Cincinnati, Ohio; † 20. Juni 2025) war ein US-amerikanischer Paläontologe und Hochschullehrer, der sich insbesondere mit Paläoökologie befasste.

## Leben
Richard Bambach studierte an der Johns Hopkins University mit dem Bachelor-Abschluss 1957 und an der Yale University mit dem Master-Abschluss 1964 sowie der Promotion 1969. Er war Professor am Virginia Polytechnic Institute. 1957/58 war er am Museum of National History, von 1958 bis 1961 bei der US Navy und von 1967 bis 1970 war er am Smith College als Lecturer und Assistant Professor. 1978 wurde er Assistant Professor und 1981 Professor für Paläontologie am Virginia Polytech. Nach seiner Emeritierung arbeitete er am Botanischen Museum (Herbaria) in Harvard.
Bambach war 1978/78 Visiting Associate Professor an der University of Chicago, 1981 Gastprofessor an der Utah State University und Gastprofessor an der Harvard University.
Er befasste sich mit Paläoökologie, Paläogeographie, Paläobiogeographie und Änderungen des marinen Ökosystems und von Mustern in der Biodiversität und Massenaussterben in der Erdvergangenheit, zum Beispiel demjenigen an der Perm-Trias-Grenze. Außerdem befasste er sich mit der paläozoischen Stratigraphie der Appalachen.
1998 erhielt er die Raymond C. Moore Medal der Society of Sedimentary Geology und 2003 die Paleontological Society Medal. 2003 wurde er zum Fellow der American Association for the Advancement of Science gewählt. Am 20. Juni 2025 starb Bambach im Alter von 91 Jahren.

## Schriften
- mit Christopher R. Scotese, Colleen Barton, Rob Van der Voo, Alfred M. Ziegler: Paleozoic base maps. In: The Journal of Geology. Band 87, Nr. 3, 1979, S. 217–277, JSTOR:30060818, (hier wird auch erstmals die Bezeichnung Avalonia eingeführt).
- mit Alfred M. Ziegler, Christopher R. Scotese, William S. McKerrow, Markes E. Johnson: Paleozoic paleogeography. In: Annual Review of Earth and Planetary Sciences. Band 7, 1979, S. 473–502, doi:10.1146/annurev.ea.07.050179.002353.
- mit Christopher R. Scotese, Alfred M. Ziegler Before Pangea: the geographies of the Paleozoic world: Pre-Pangean configurations of continents and oceans can be reconstructed according to our knowledge of geologic processes still operating in the modern world. In: American Scientist. Band 68, Nr. 1, 1980, S. 26–38, JSTOR:27849717.
- mit Joseph John Sepkoski Jr., David M. Raup, James W. Valentine Phanerozoic marine diversity and the fossil record. In: Nature. Band 293, Nr. 5832, 1981, S. 435–437, doi:10.1038/293435a0.
- Phanerozic marine communities. In: David M. Raup, David Jablonski (Hrsg.): Patterns and Processes in the History of Life. Report of the Dahlem Workshop on Patterns and Processes in the History of Life, Berlin 1985, June 16–21 (= Life Sciences Research Report. 36). Springer, Berlin u. a. 1986, ISBN 3-540-15965-7, S. 407–428.
- Andrew H. Knoll, Donald E. Canfield, John P. Grotzinger Comparative Earth history and Late Permian mass extinction. In: Science. Band 273, Nr. 5274, 1996, S. 452–457, doi:10.1126/science.273.5274.452.
- mit John Alroy, Charles R. Marshall, Karen Bezusko, M. Foote, Franz T. Fürsich, Thor A. Hansen, Steven M. Holland, Linda C. Ivany, David Jablonski, David K. Jacobs, D. C. Jones, Matthew A. Kosnik, Scott Lidgard, Sofy Low, Arnold I. Miller, Philip M. Novack-Gottshall, Thomas D. Olszewski, Mark E. Patzkowsky, David M. Raup, Kaustuv Roy, Joseph J. Sepkoski Jr., Michael G. Sommers, Peter J. Wagner, Andrew Webber: Effects of sampling standardization on estimates of Phanerozoic marine diversification. In: Proceedings of the National Academy of Sciences of the United States of America. Band 98, Nr. 11, 2001, S. 6261–6266, JSTOR:3055793.
- mit Andrew H. Knoll, Steve C. Wang Origination, extinction, and mass depletions of marine diversity. In: Paleobiology. Band 30, Nr. 4, 2004, S. 522–542, JSTOR:4096909.
- Phanerozoic biodiversity mass extinctions. In: Annual Review of Earth and Planetary Sciences. Band 34, 2006, S. 127–155, doi:10.1146/annurev.earth.33.092203.122654.
- mit Andrew H. Knoll, Jonathan L. Payne, Sara Pruss, Woodward W. Fischer: Paleophysiology and end-Permian mass extinction. In: Earth and Planetary Science Letters. Band 256, Nr. 3/4, 2007, S. 295–313, doi:10.1016/j.epsl.2007.02.018.